# Graveur

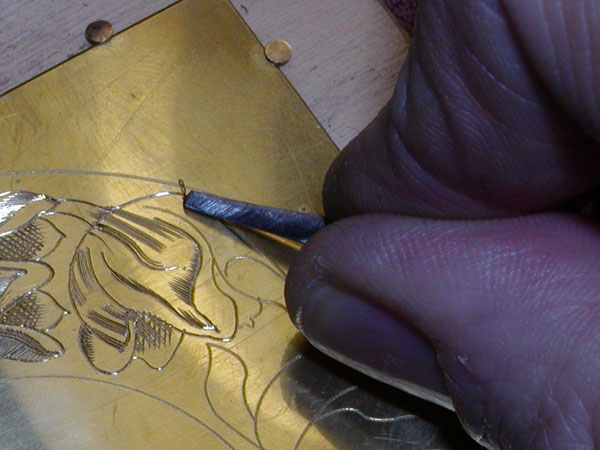
Handgraveur aan het werk

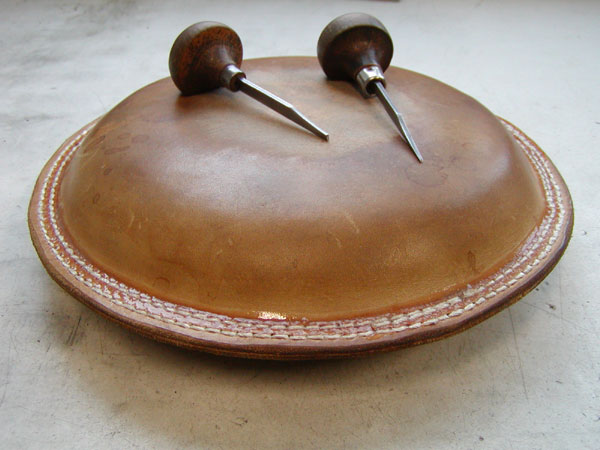
De handgraveur gebruikt het zandkussen en burijnen als belangrijkste gereedschap.

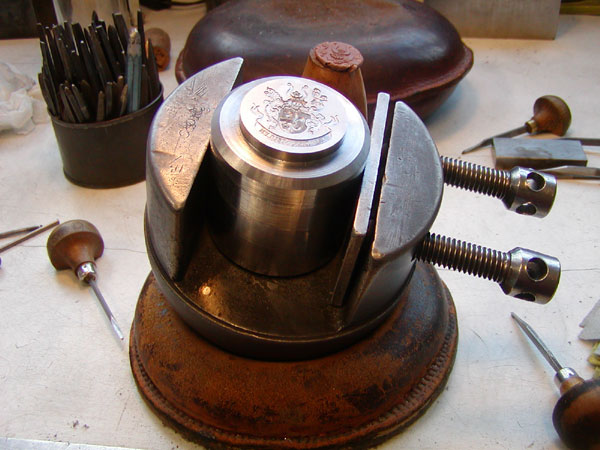
Ander werk van de graveur is het vervaardigen van matrijzen, bijvoorbeeld een staalstempel voor het persen van penningen.

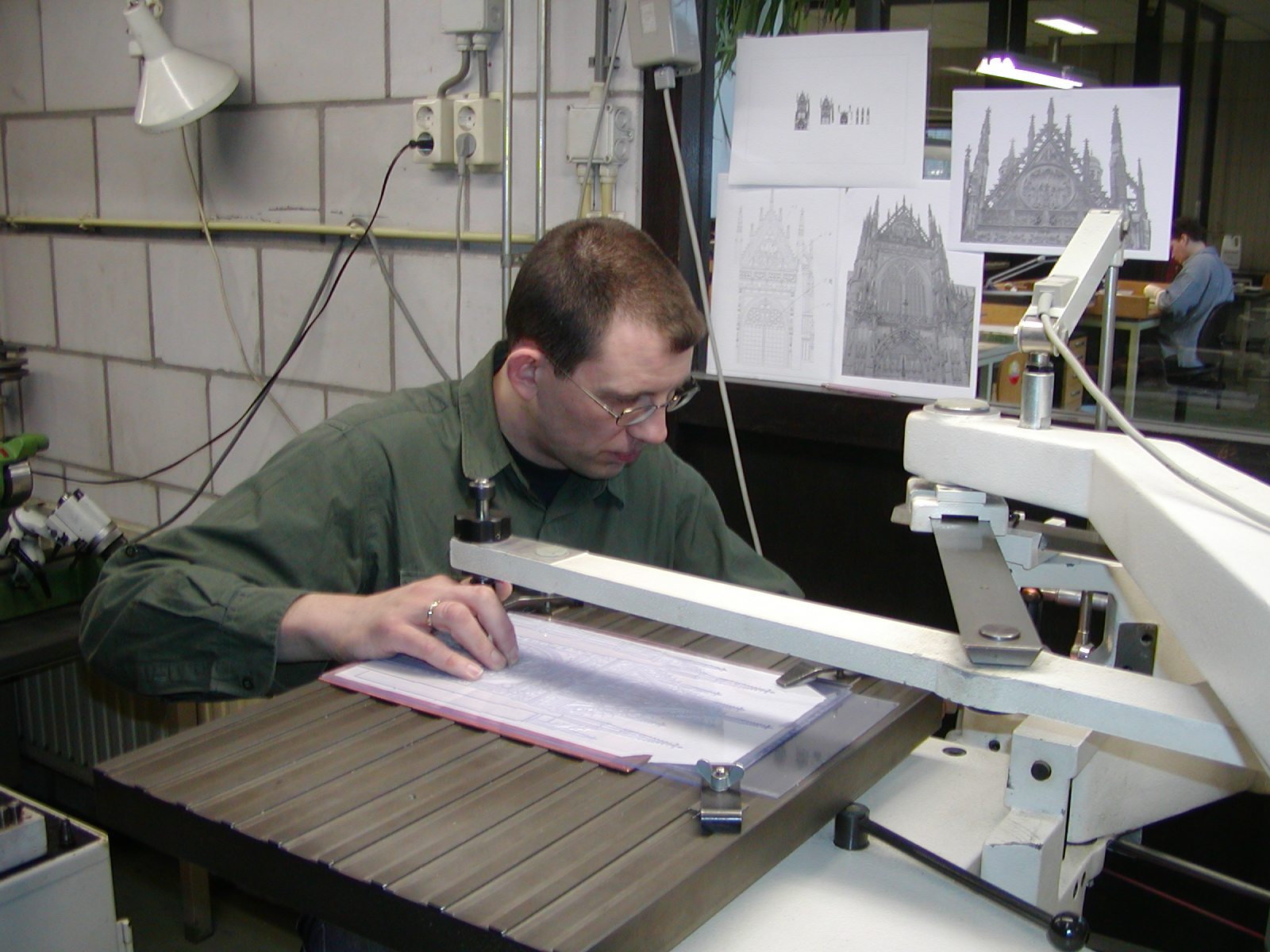
Graveren met behulp van een kopieer-freesmachine. De graveur bedient met de rechterhand de taststift waarmee hij de sjabloon aftast.

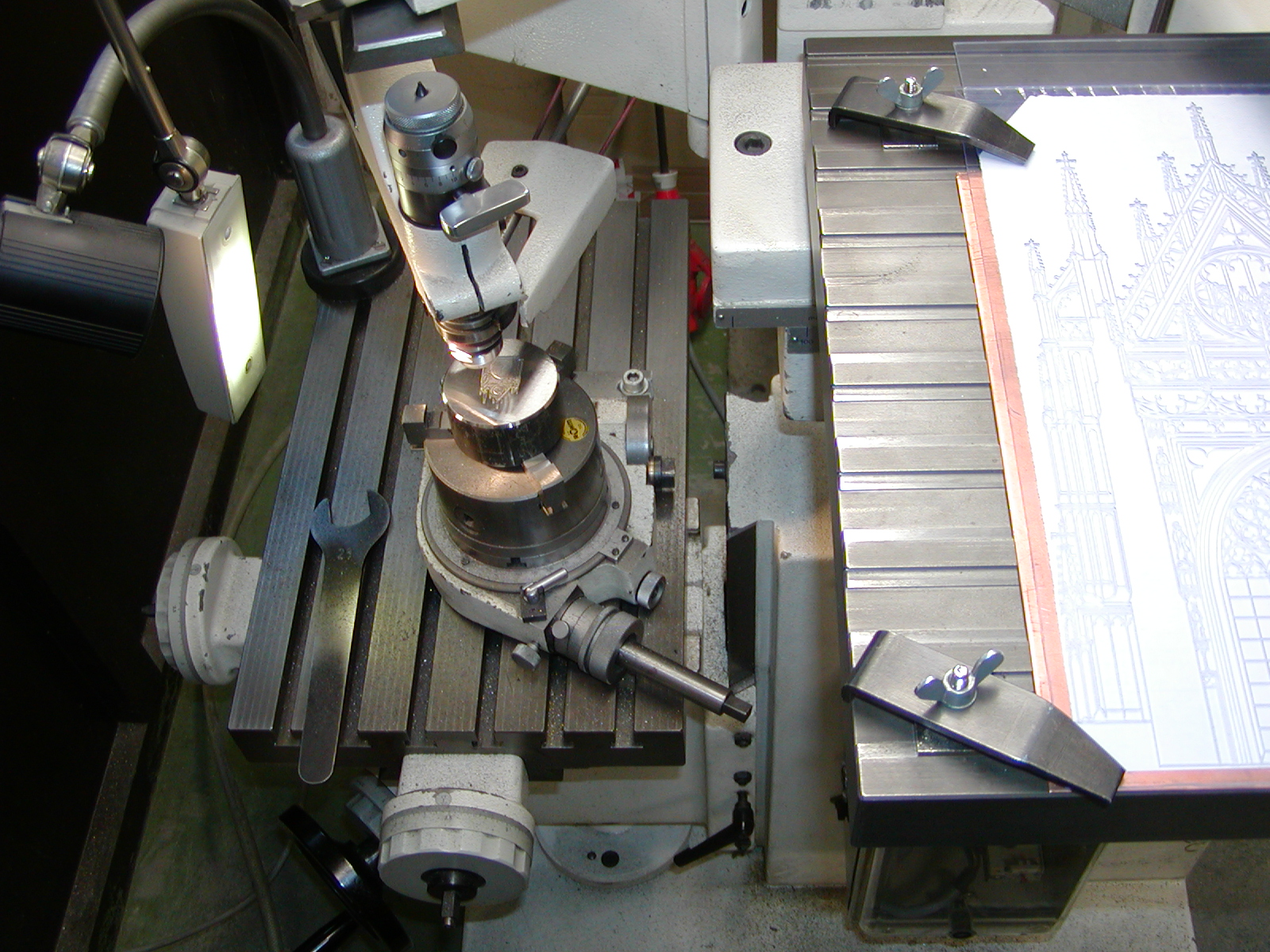
Dezelfde machine maar dan vanuit een andere hoek gezien. Rechts is nog net de sjabloontafel zichtbaar, links het stalen blokje waarin de gravure wordt gefreesd.

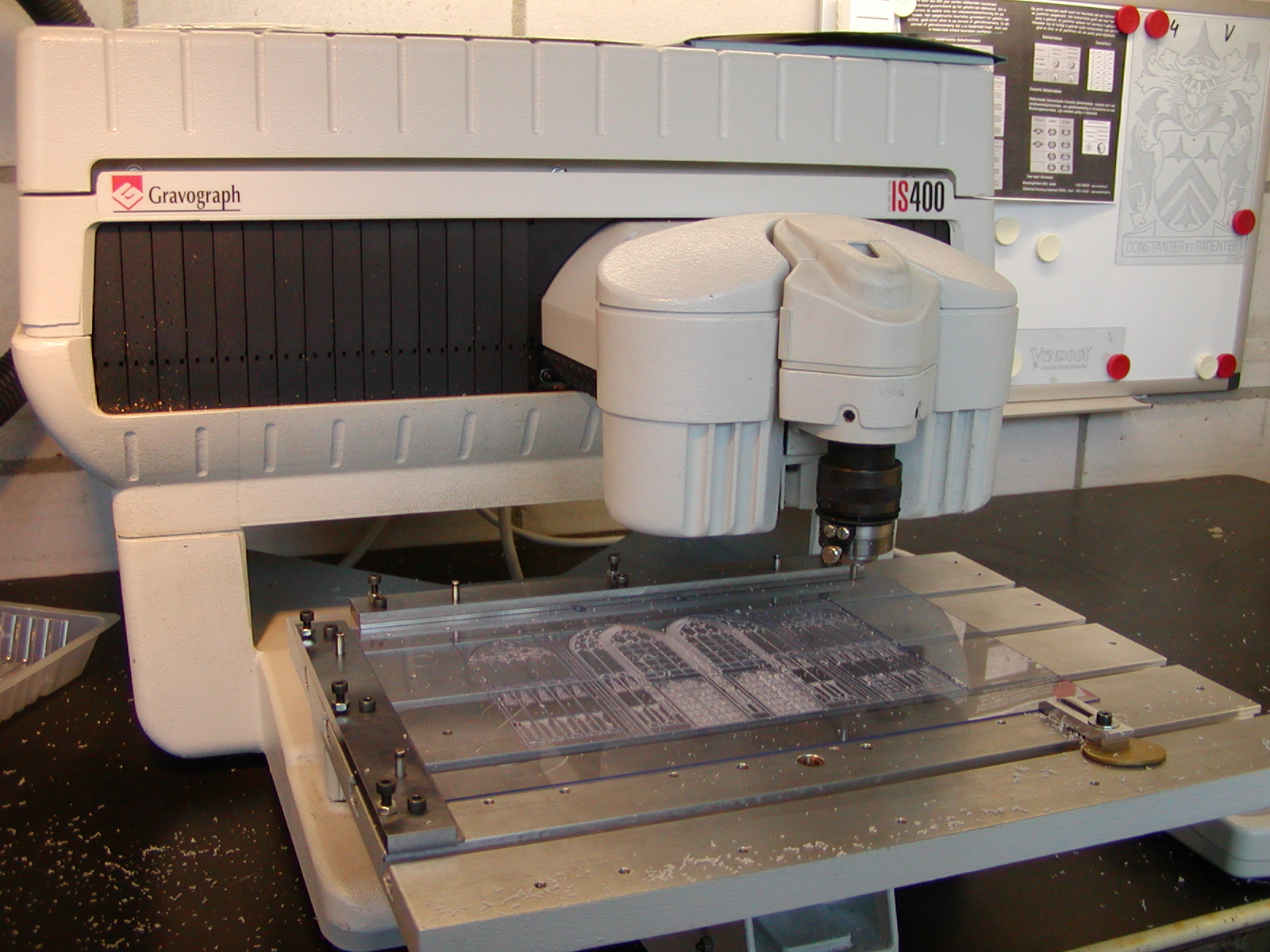
De computergestuurde graveermachine werkt volledig autonoom nadat de opdracht is ingevoerd.

Een graveur, uit het Oudgrieks: γράφειν, gráphein, schrijven, is een ambachtsman of -vrouw die door met scherpe instrumenten in metalen of glazen voorwerpen te kerven graveert. De afbeeldingen, die worden gegraveerd kunnen bijvoorbeeld figuren, initialen en namen zijn. Het kunstwerk dat een graveur maakt heet een gravure. Het vak van glasgraveur is afwijkend van het vak van de gewone graveur.

## De handgraveur
Het belangrijkste gereedschap van de handgraveur is de burijn, op de eerste twee afbeeldingen. In het moderne vakjargon wordt gesproken van een graveersteker en dat geeft de functie aardig weer. Een burijn is gemaakt van hard gereedschapstaal en het is mogelijk om hiermee groeven in allerlei metalen te snijden. Metalen die in aanmerking komen, zijn zachte metalen zoals tin en lood, maar ook iets hardere metalen als koper, zilver, messing, goud en zelfs harde metalen zoals staal. Een geoefend graveur is in staat om uit de hand met behulp van een burijn sierlijke krullen te steken in het oppervlak van de genoemde metalen.
Toepassingen van dit ambacht zijn
- Houtgravure: De houtgravure is een procedé om in hoogdruk illustraties te drukken. De techniek werd in 19e eeuw veel gebruikt.
- Kopergravure: op een plaat koper wordt een lijntekening aangebracht. De lijnen worden vervolgens een voor een gestoken in het koper, en zo ontstaat een drukplaat die men net als een ets kan afdrukken. Kopergravures en etsen worden daarom vaak met elkaar verward.
- Staalgravure: de bovenstaande techniek kan ook worden gebruikt voor een gravure in plaatstaal. Vroeger werd deze techniek vooral gebruikt om postzegels en bankbiljetten te drukken.
- Het graveren van sieraden en kunstvoorwerpen. Hierbij kan gedacht worden aan een inscriptie in een ring, een monogram op een zegelring, maar ook allerlei zilveren voorwerpen, zoals snuifdozen, dienbladen, zilveren koffie- of theeserviezen.
- Munt- en penningstempels: het vervaardigen van stalen matrijzen waarmee penningen of munten worden geslagen is tegenwoordig gedeeltelijk handwerk en gedeeltelijk machinaal werk. Vroeger was het vervaardigen van munt- of penningstempels volledig handwerk, een ambacht dat tegenwoordig nog maar door een enkeling wordt beoefend. Voor het vervaardigen van een munt- of penningstempel gebruikt de stempelsnijder net als de gewone graveur burijnen, maar ook ponsen en beitels waarmee als het ware in staal kan worden gebeeldhouwd.

## Machinaal graveren
Graveurs kregen vanaf de 19e eeuw een groot aantal machines tot hun beschikking, die het handwerk aanzienlijk vergemakkelijkten. De meeste machines zijn op het principe van de pantograaf gebaseerd. Het komt erop neer dat de graveur eerst een sjabloon vervaardigt waarop de voorstelling die men wil graveren een aantal malen vergroot en in reliëf staat afgebeeld. Deze sjabloon kan worden afgetast met een taststift, die door een beweegbare stalen arm in verbinding staat met een frees die men op elke gewenste diepte kan instellen. Op deze arm staat een schaalverdeling, die men in elke gewenste dimensie kan instellen, zodat tijdens het frezen elke beweging die men met de taststift maakt, een vooraf ingesteld aantal keren wordt verkleind.
Toepassingen van het machinaal graveren zijn
- Het frezen van tekstplaten
- Een sieraad machinaal van een gravure voorzien, bijvoorbeeld van een tekst met behulp van sjabloonletters
- Het maken van allerlei industriële producten
- Het vervaardigen van munt- en penningstempels

In de laatste decennia worden de graveermachines met een pantograaf geleidelijk door computer-gestuurde machines vervangen. Hierbij wordt niet langer van sjablonen gebruikgemaakt. De graveur maakt een digitaal ontwerp en de te graveren of te frezen informatie wordt vervolgens rechtstreeks via de computer doorgegeven. Het bedienen van deze machines en het slijpen van de frezen blijft echter een specialisme.
De meeste graveurs maken gebruik van een combinatie van alle boven beschreven technieken. Het is een veelzijdig ambacht dat nog maar weinig wordt beoefend, maar waar nog altijd vraag naar is. Er bestaat in Nederland geen gespecialiseerde opleiding meer waar het vak van graveur kan worden geleerd. De Vakschool in Schoonhoven voor juweliers, goud- en zilversmeden en uurwerkmakers, geeft wel cursussen graveren.

## Afbeeldingen

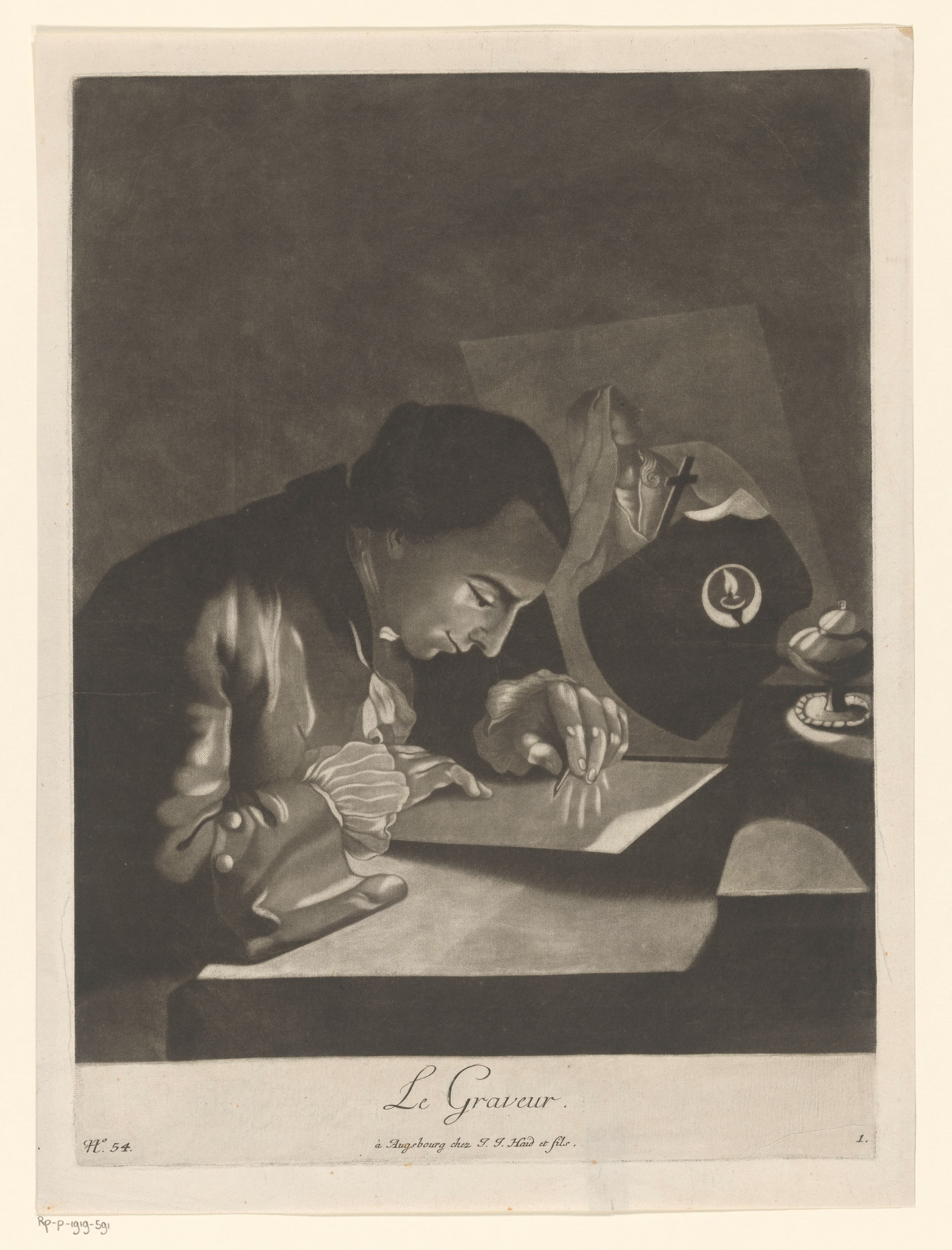
Graveur aan het werk, omstreeks 1750
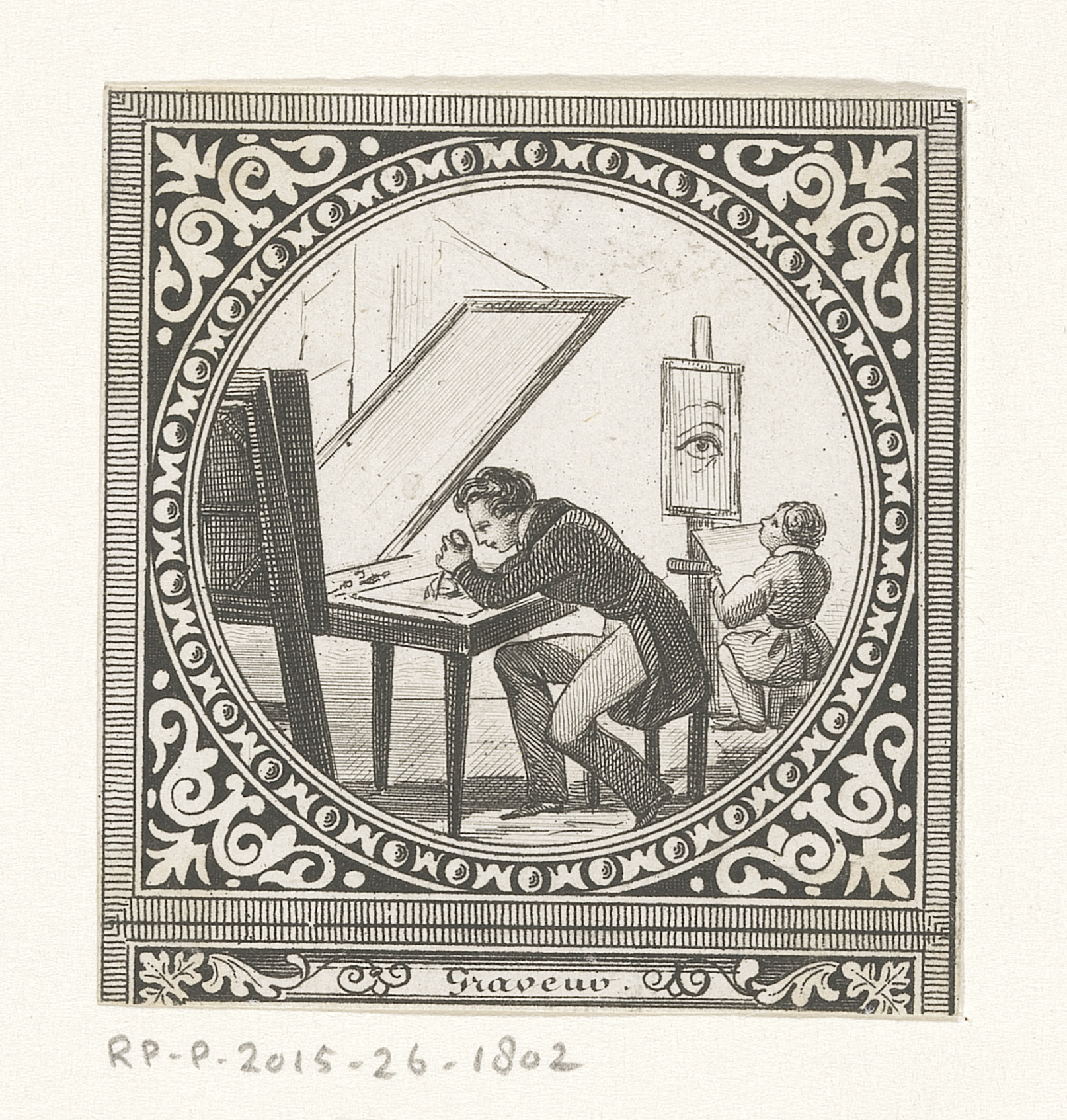
Grafisch atelier, 19e eeuw